# Bothrops jonathani
La yarará boliviana (Bothrops jonathani) es una especie de serpiente venenosa del género Bothrops, de la subfamilia de las víboras de foseta. Habita en selvas serranas del centro-oeste de Sudamérica.

## Taxonomía
Esta especie fue descrita originalmente en el año 1994 por el herpetólogo M. B. Harvey, bajo el nombre científico de Bothrops jonathani. El ejemplar holotipo es un macho adulto de 620 mm de largo, capturado en el departamento de Cochabamba, Bolivia.
Etimología
Etimológicamente, el nombre específico jonathani, rinde honor al herpetólogo estadounidense Jonathan A. Campbell.
Historia taxonómica
Esta especie fue mantenida en el género Bothrops, formando parte del grupo de especies ‘alternatus’, pero en 2009 fue trasladada a Rhinocerophis. Finalmente, en el año 2012, luego de una revisión de la morfología, filogenia y taxonomía de las serpientes bothropoides sudamericanas, las especies de ese género fueron nuevamente reincorporadas a Bothrops.

## Distribución y hábitat
Habita en Bolivia y en el noroeste de la Argentina.

## Características generales y costumbres
Es una especie terrestre, nocturna y crepuscular. Se alimenta de pequeños roedores, marsupiales, aunque puede aprovecharse de otros reptiles y aves, dada la oportunidad. 
Es de reproducción vivípara.